# Baptist Union of Great Britain
Die Baptists Together (offiziell Baptist Union of Great Britain) ist eine Vereinigung von Baptistenkirchen in England und Wales.

## Geschichte
Die Gründung der ältesten und bis heute größten baptistischen Vereinigung The Baptist Union of Great Britain wurde erst 1813 vollzogen. Gehörten anfangs nur Particular Baptists dieser Union an, gestattete man ab 1833 auch General Baptists den Eintritt in den Gemeindebund. Ab 1891 vereinigten sich in der Baptist Union beide Gruppen, sodass die alte Spaltung als weitgehend überwunden gilt.

## Grundüberzeugungen
Die Basis der Baptist Union of Great Britain besteht vor allem aus drei Grundüberzeugungen:
- Allein der Glaube an Jesus Christus rettet.
- Allein die Gläubigentaufe ist als biblisch begründete Taufe anzusehen.
- Das Hauptziel einer Vereinigung von autonomen Gemeinden hat ihren Grund in dem Missionsauftrag Jesu, die Welt mit dem Evangelium bekanntzumachen.

## Organisation
Aufbau und Struktur der Baptist Union of Great Britain sind einfach gehalten: Neben einer jährlichen Konferenz, zu der alle Gemeindemitglieder eingeladen sind und die vor allem der Gemeinschaftspflege sowie der gemeinsamen Ausrichtung dient, gibt die Ratstagung der Baptistischen Union (Baptist Union Council), wo es schwerpunktmäßig um Fragen der Mission, der Diakonie und der theologischen Aus- und Weiterbildung geht. Zum Council entsenden die 13 britischen Regionalverbände entsprechend ihrer Mitgliederzahlen Abgeordnete, die u. a. das Präsidium der Baptist Union wählen und über alle wichtigen Fragen des Gemeindebundes entscheiden. Zum Council gehören auch stimmberechtigte Repräsentanten der sechs Theologischen Seminare und weiterer Werke, die mit der Union in organisatorischer Verbindung stehen.
Zentraler Sitz der Baptist Union of Great Britain ist Didcot in Oxfordshire.

## Statistik
Die Baptist Union of Great Britain besteht aus rund 2.150 Ortsgemeinden, zu denen insgesamt ca. 140.000 getaufte Mitglieder (ohne Freunde und nicht getaufte Familienangehörige) gehören.

## Zusammenarbeit
Die Baptist Union of Great Britain ist Mitglied
- der Europäisch-Baptistischen Föderation
- des Baptistischen Weltbundes
- der Baptist Fellowship in Great Britain, einem Zusammenschluss verschiedener baptistischer Gruppen Großbritanniens
- der Baptist Missionary Society

Auf verschiedenen Ebenen arbeitet die Baptist Union of Great Britain mit anderen Kirchen zusammen. Die Union gehört der britischen und irischen Organisation Churches Together in Britain and Ireland (vergleichbar der Arbeitsgemeinschaft Christlicher Kirchen) an, der Konferenz europäischer Kirchen und dem Ökumenischen Weltrat der Kirchen.